# Lartigue, Gers
Lartigue är en kommun i departementet Gers i regionen Occitanien i sydvästra Frankrike. Kommunen ligger i kantonen Saramon som tillhör arrondissementet Auch. År 2022 hade Lartigue 196 invånare.

## Befolkningsutveckling
Antalet invånare i kommunen Lartigue
Referens:INSEE